# Bremen (historisk provins)
Bremen var ett ärkebiskopsdöme (regerad av en furstärkebiskop), sedan hertigdöme, i norra Tyskland. Det omgavs av Nordsjön, Elbe, Lüneburg och Verden, det braunschweigska amtet Thedinghausen och den fria riksstaden Bremen. Själva staden Bremen ingick sedan 1646 inte i detta territorium. Arean var 5 176 km². Idag ingår det i den tyska delstaten Niedersachsen.

## Stiftet Bremen
Stiftet Bremen upprättades 788 av Karl den store för det av honom erövrade landet. År 846 övertogs det av Ansgar, sedan dennes eget ärkebiskopssäte, Hamburg, blivit förstört av danska vikingar 845. År 849 förenades det återupprättade Hamburgs ärkestift med Bremens stift. Men eftersom ärkebiskopen av Hamburg fortsatte att residera i Bremen blev de förenade stiften med tiden kallade Bremens ärkebiskopsstift.
Ärkebiskoparna av Bremen, bland vilka den mest berömda var Adalbert (död 1072), innehade primatet över de tre skandinaviska länderna tills ärkebiskopsstolen i Lund upprättades 1104, och verkade kraftfullt för att de nordiska folken skulle kristnas. Reformationen, som redan 1522 vunnit insteg i stiftet, infördes, fullständigt efter 1566, men stiftet fortfor att administreras av styresmän under titeln ärkebiskopar, utsedda av det dåmera protestantiska domkapitlet bland protestantiska lekmän, helst furstesöner.

## Bremen erövras av Sverige
Den på grund av 1629 års restitutionsedikt inbrytande katolska reaktionen slogs tillbaka av svenskarna, vilkas trupper höll stiftet besatt 1632-1635. Den siste ärkebiskopen var den danske kungen Kristian IV:s andre son, Fredrik, som valdes 1634, men förjagades av svenskarna, vilka 1645 under Hans Christoff Königsmarck tog stiftet i besittning och sedan behöll det. Under fredsmäklingarna i Osnabrück framkastades – antagligen av ambassadören Johan Oxenstierna – det förslaget, att stiftet skulle som furstligt län överlåtas åt Axel Oxenstierna och hans ätt, men genom westfaliska freden 1648 sekulariserades det och tillföll, under titeln hertigdöme, den svenska kronan, i personalunion med hertigdömet Verden, likaså ett sekulariserat biskopsdöme.

## Bremen under svenskt styre
På en lantdag i Bremen 1651 kom Sveriges drottning Kristina och hertigdömets ständer överens om vilken ställning de borde intaga till varandra, och 1652 ordnades den för Bremen med inbegrepp av amtet Thedinghausen, hertigdömet Verden och amtet Wildeshausen gemensamma styrelsen. Ständerna (representanter för ridderskapet och städerna) samlades till "lantdag" (Verden hade dock sin egen lantdag) och ägde bl.a. rätt att bevilja (nya) sammanskott, skatter och acciser samt att utse vissa "lantråd", med vilka regeringen kunde rådgöra i viktiga ärenden. I spetsen för regeringen, vars säte var Stade, stod (general)guvernören, som var högste befälhavare över krigsmakten och president i regeringsrådet (1 "kansler" och 2 "regeringsråd", den ene av svensk börd, den andre infödd adelsman), som handlade ärendena kollegialt. Till ett "justitiekollegium" ("kanslern" och 4 "justitieråd"), 1663 ombildat till en hovrätt, vädjades, från landets domstolar och från detta till tribunalet i Wismar. Ett "konsistorium" (generalsuperintendenten, 1 prost, 2 assessorer samt, i viktigare fall, superintendenterna i Bremen och Verden handlade ärenden rörande kyrkan och undervisningen.

## Sverige förlorar Bremen
Bremen låg i nedersachsiska kretsen, Verden i westfaliska kretsen; såsom innehavare av hertigdömena blev Sverige således medlem av de bägge nämnda kretsarna av tysk-romerska riket. Under åren 1656-1659 var det flera gånger fråga om att avträda Bremen till England för penningar eller som lön för eventuell hjälp, men det stannade vid förslag, ehuru Oliver Cromwell var synnerligen angelägen om att i Bremen få en fast fot på kontinenten. År 1712 intogs Bremen av danskarna, som 1715 sålde det för 600 000 riksdaler till kurfursten Georg Ludvig av Hannover, vilken på samma gång var kung av Storbritannien och Irland. Genom detta köp uppstod emellan Karl XII och Georg en fiendskap, som blev för Sverige av synnerligen farlig art, då Georg indrog även England i striden mot Karl. Bittert kände man i Sverige förlusten av Bremen och Verden, som köpts med så mycket blod och betingade det svenska inflytandet i Tyskland. Vittsvävande planer uppgjordes av franska, engelska och svenska statsmän (bland annat till en svensk landstigning i Storbritannien för att störta Georg från tronen) för att återvinna Bremen men Sverige tvangs den 20 november 1719 (i Stockholm) till fred med Hannover och avsade sig i densamma alla anspråk på Bremen (ävensom på Verden) mot en gottgörelse av 1 miljon riksdaler specie.

## Bremen efter den svenska tiden
År 1803 kom Bremen under Frankrike, vilket 1807 för en kort tid avstod det till Preussen. Därefter delades det mellan kungariket Westfalen och departementet Wesermynningarna. År 1814 återgavs det åt kungariket Hannover. Det blev sedermera en del av den preussiska provinsen Hannover och ingår i dag i den tyska delstaten Niedersachsen. Staden Bremen bildar i dag en självständig delstat, där Bremen och Bremerhaven ingår.